# Broekmans & Van Poppel

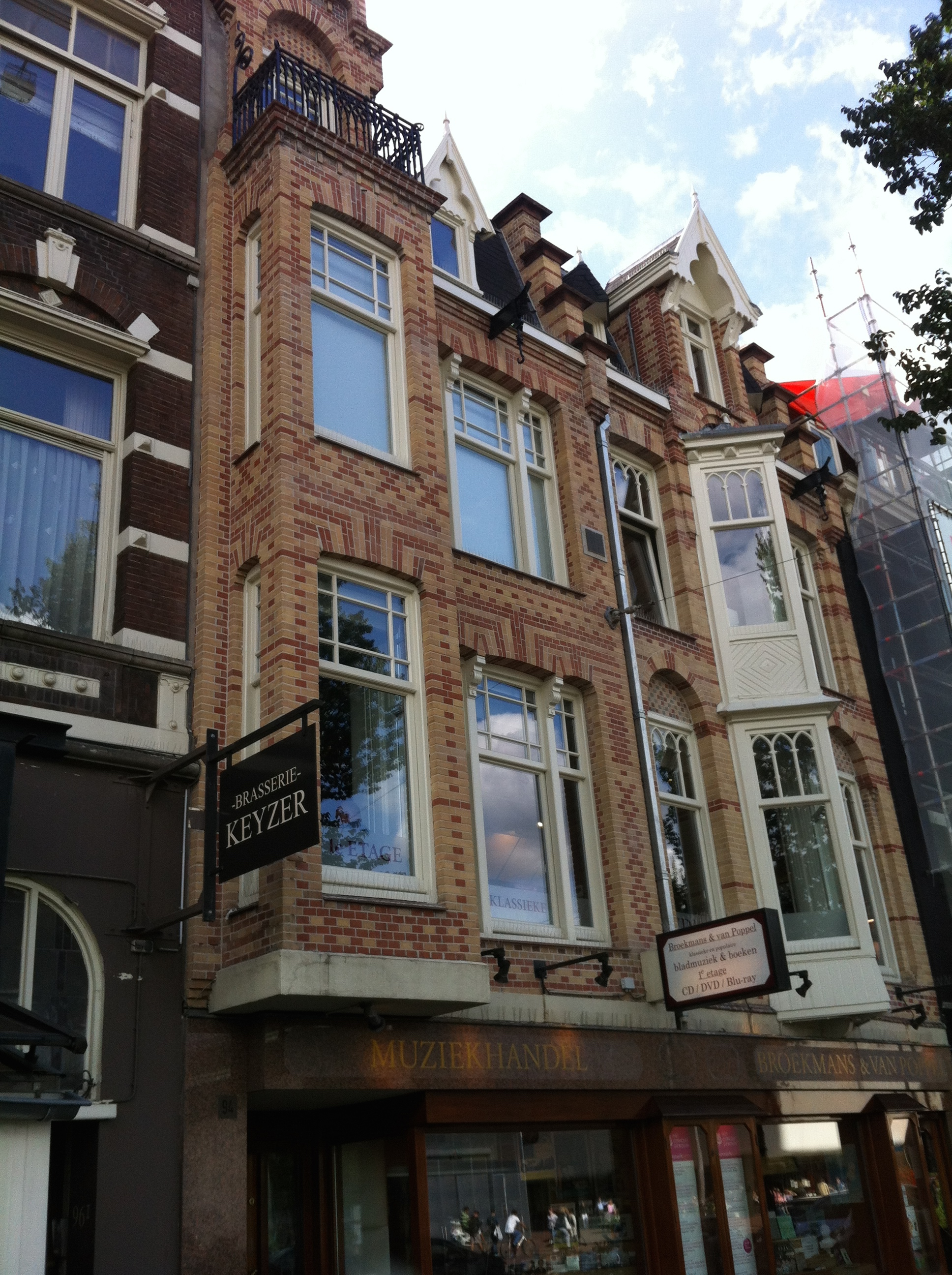
Broekmans & Van Poppel in de Van Baerlestraat in Amsterdam

Broekmans & van Poppel is een besloten vennootschap die zich richt op muziekuitgeverij en muziekhandel.
Hij werd in 1914 te opgericht door de heren Broekmans en Van Poppel. Er was tot 2016 een winkel in Amsterdam.
Sinds 2017 is er een winkel in Badhoevedorp.
In de muziekhandel ligt de specialisatie bij de collectie klassieke cd's en bladmuziek. Als uitgever onderscheidt Broekmans & Van Poppel zich door de uitgaven van muziek voor educatieve doeleinden. De uitgeverij heeft ook een online tak.

## Geschiedenis
Op 18 November 1915 opende Karel van der Meer, een bekende violist, een muziekhandel in het pand aan de Van Baerlestraat. Bij opening stond het bedrijf op naam van Fa. K van der Meer & van Roosmalen. Daarna werd het bedrijf bekend als Broekmans & van Poppel. Het kwam later in beheer van Petrus Ganzinotti. In 2016 stond de vierde generatie van de familie Ganzinotti aan het roer. De winkel in de Van Baerlestraat werd dat jaar gesloten en in Januari 2017 werd een pand in Badhoevedorp gerenoveerd en als winkel in gebruik genomen.